# 韓甲洙
韓 甲洙（ハン・ガプス、朝鮮語: 한갑수/韓甲洙、1934年6月27日 - ）は、大韓民国の政治家。第10代韓国国会議員。第51代農林部（現・農林畜産食品部）長官。本貫は清州韓氏。号は雪松（ソルソン、설송）。キリスト教徒。

## 経歴
全羅南道羅州市出身。ソウル大学校政治学科卒業後、高等考試行政科を受験し合格した後、渡米しハーバード大学中東経済課程修了。その後は農林部に入省し、農政局長を務めた。そのほかにも環境処次官、経済企画院次官、南北経済共同委員会南側委員長、ソウル大学校工科大学技術政策大学院招待教授、農漁業・農漁村特別対策委員会委員長、原発センター敷地選定委員長、光州ビエンナーレ理事長など様々な組織の要職を務めたほか、韓国ガス公社の社長や国際経済研究院研究委員、韓国産業経済研究院院長・会長などを務めた。1978年の第10代総選挙に無所属で立候補して当選し、国会議員を1期務めた。